# Rometta
Rometta is een gemeente in de Italiaanse provincie Messina (regio Sicilië) en telt 6458 inwoners (31-12-2004). De oppervlakte bedraagt 32,5 km², de bevolkingsdichtheid is 199 inwoners per km².
De volgende frazioni maken deel uit van de gemeente: Rometta Marea, Gimello, Santa Domenica, Rapano, San Cono, Sotto Castello, S. Andrea.
Rometta was het laatste stukje Sicilië dat nog Byzantijns (Romeins) was bij de verovering van het hele eiland door het emiraat Sicilië. Na een beleg van twee jaar viel de stad in 965 in handen van de Fatimiden. 

## Demografie
Rometta telt ongeveer 2704 huishoudens. Het aantal inwoners steeg in de periode 1991-2001 met 3,2% volgens cijfers uit de tienjaarlijkse volkstellingen van ISTAT.
| Jaar | Inwoneraantal |
| ---- | ------------- |
| 1991 | 6113          |
| 2001 | 6307          |

## Geografie
De gemeente ligt op ongeveer 560 m boven zeeniveau.
Rometta grenst aan de volgende gemeenten: Messina, Monforte San Giorgio, Roccavaldina, Saponara, Spadafora.

## Galerij

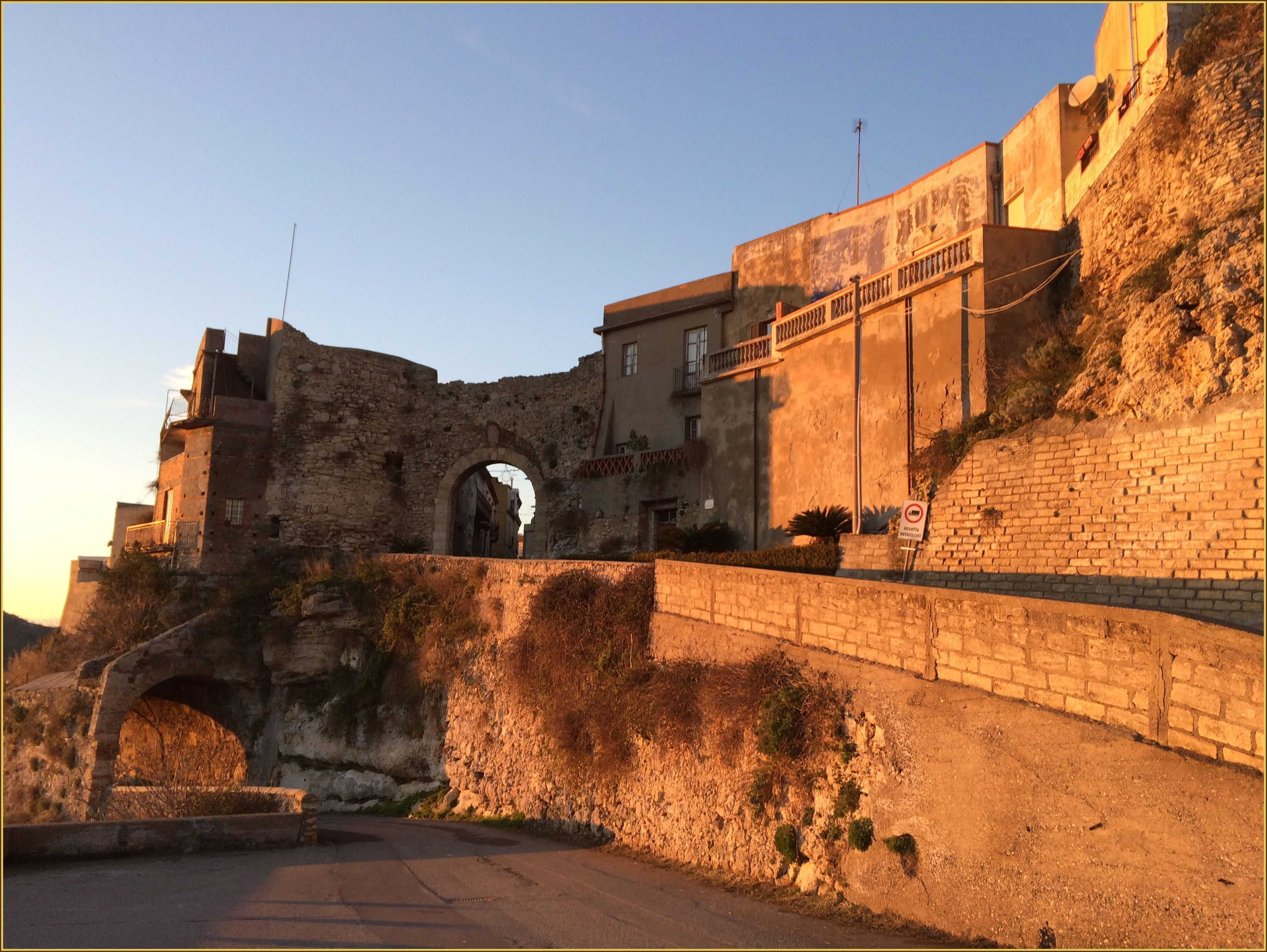
Porta Milazzo
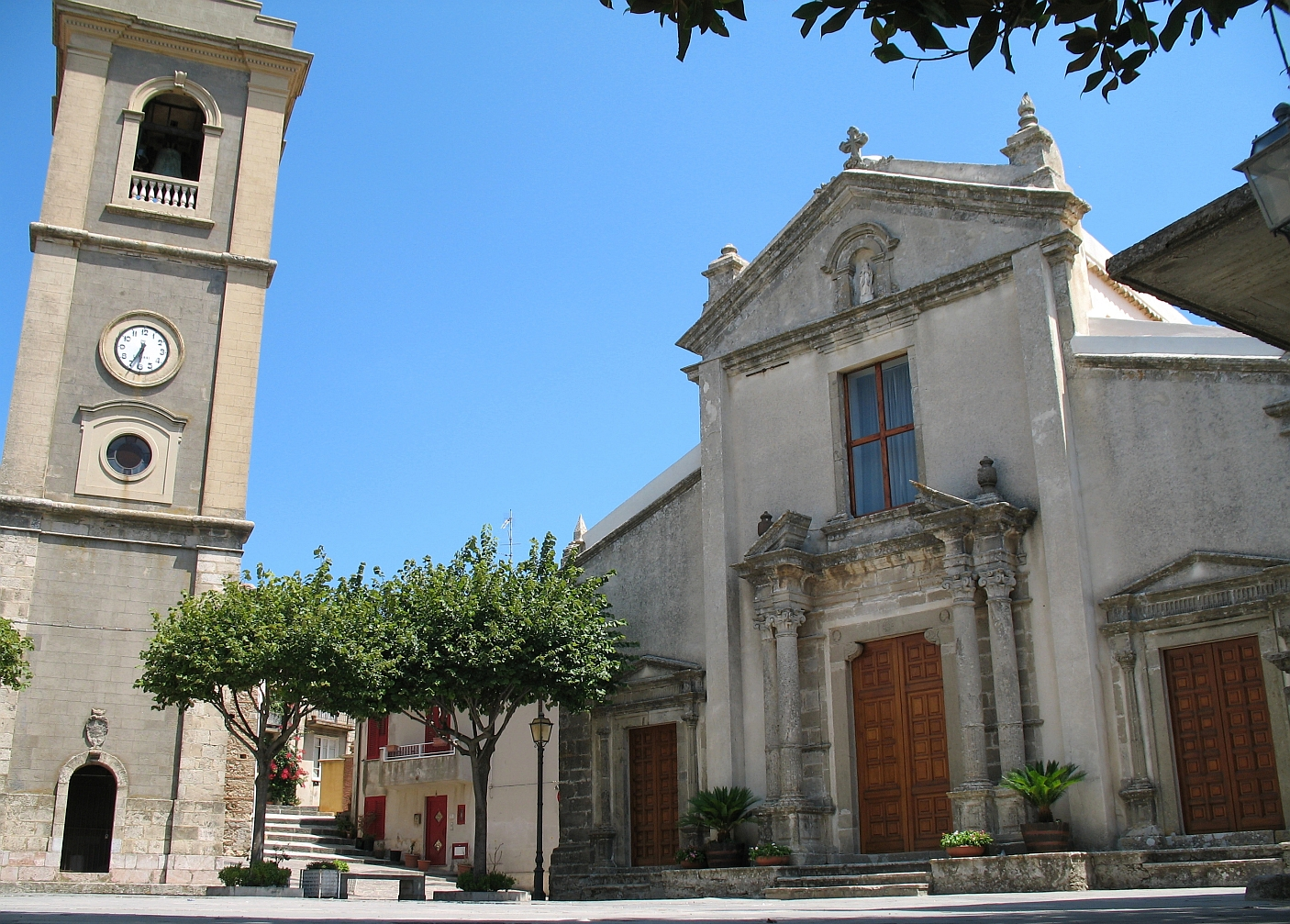
Chiesa Madre
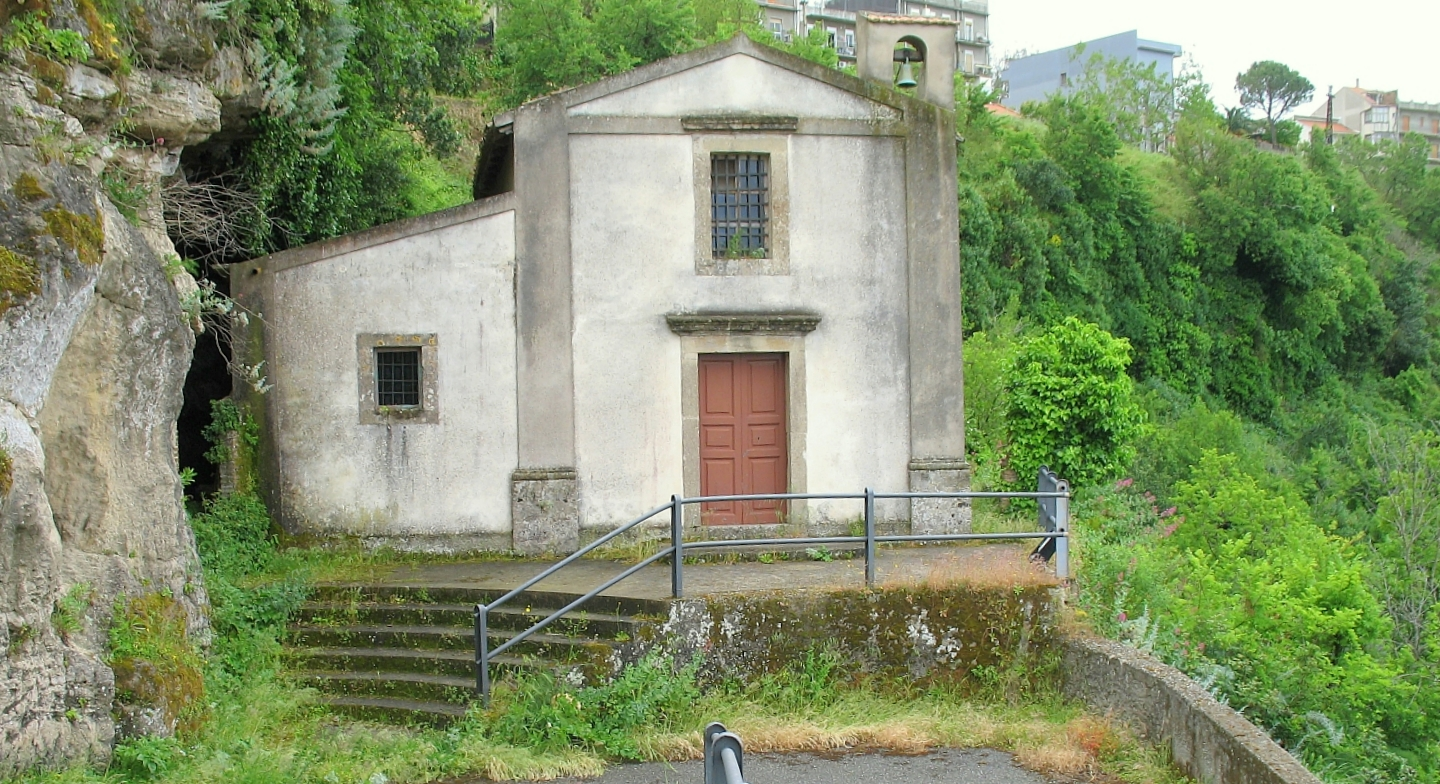
Chiesa Madonna scala
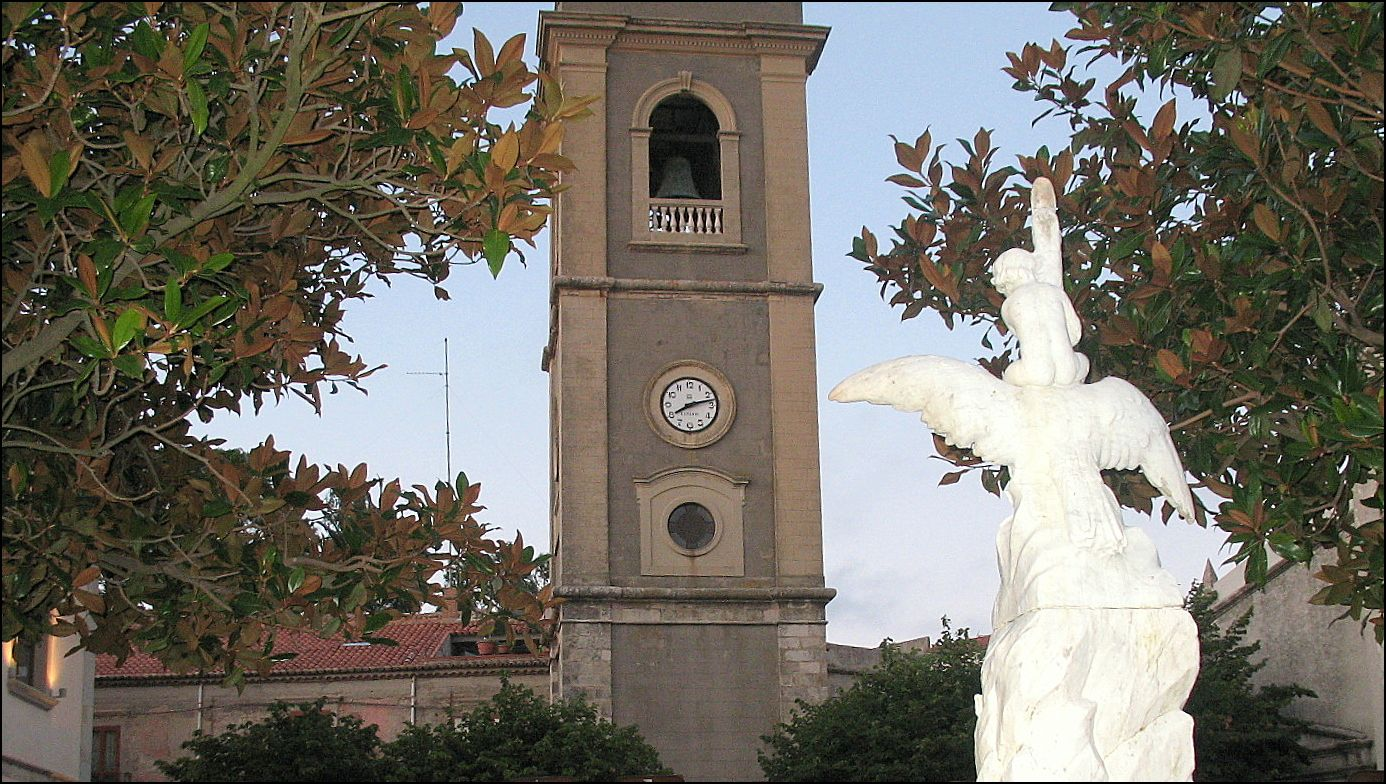
Campanile
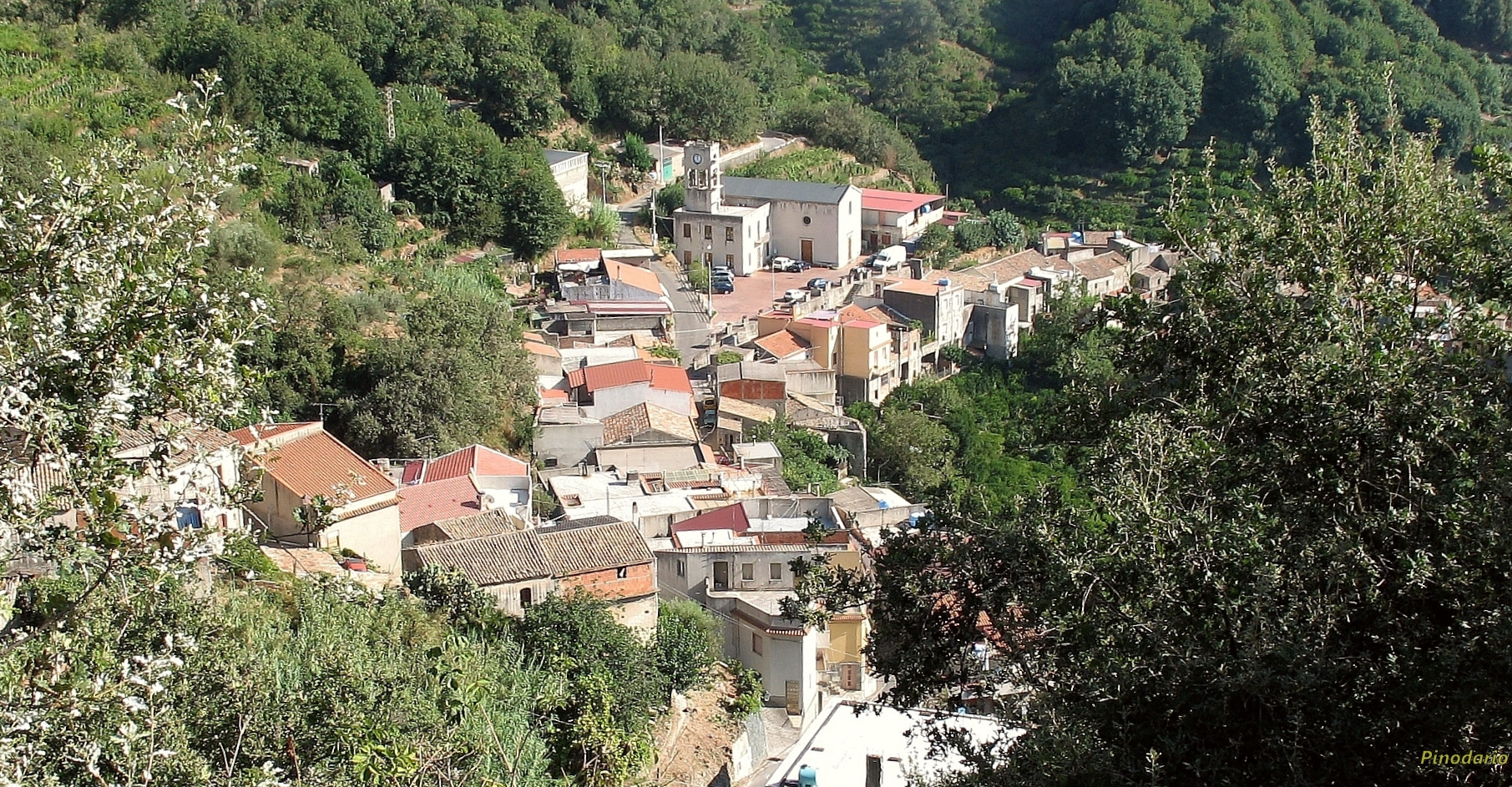
Gimello
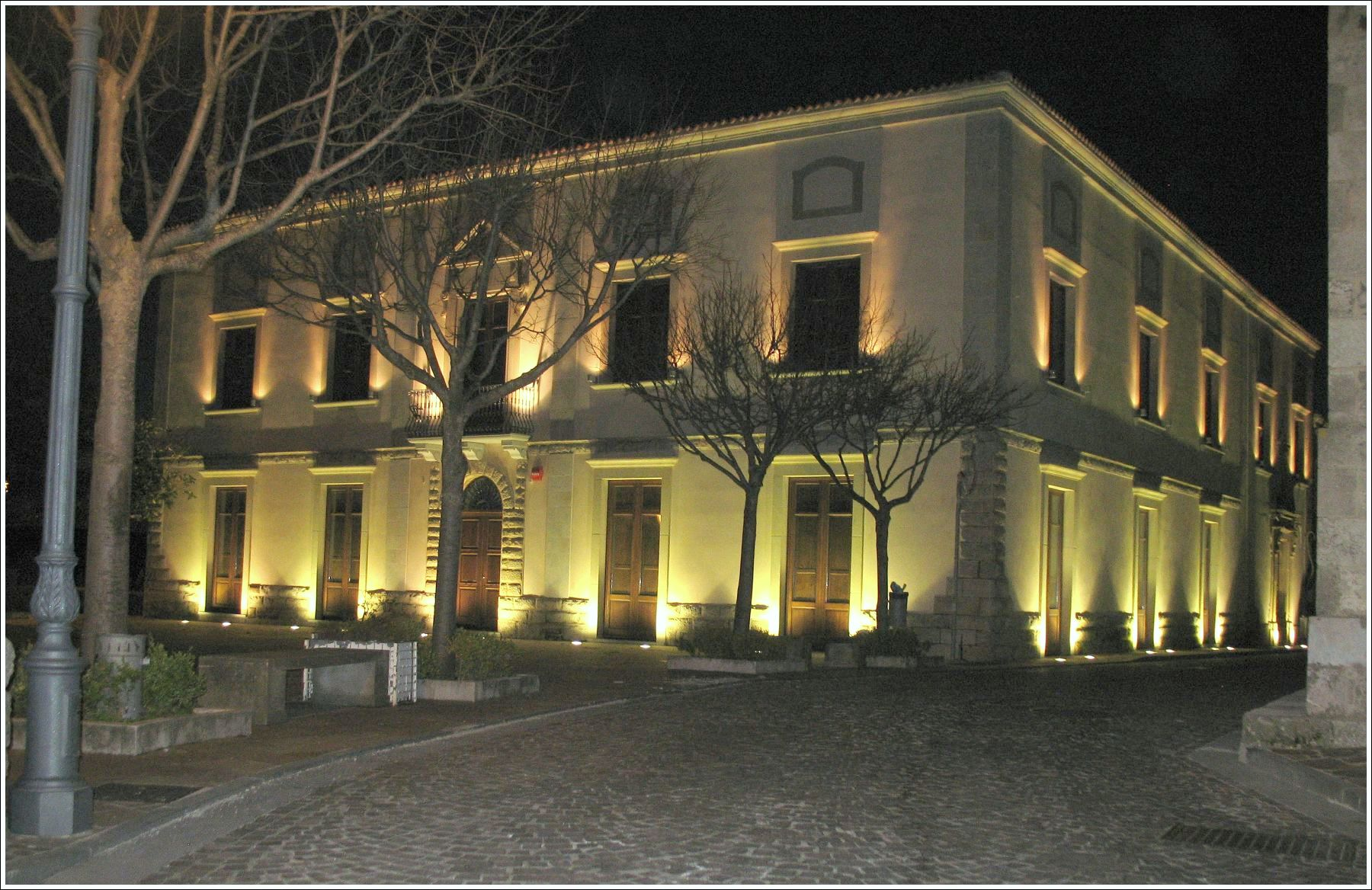
Stadhuis

## Geboren
- Francesco Saja (1915-1994), voorzitter van het Grondwettelijk Hof van de republiek Italië